# Fort Bertheaume

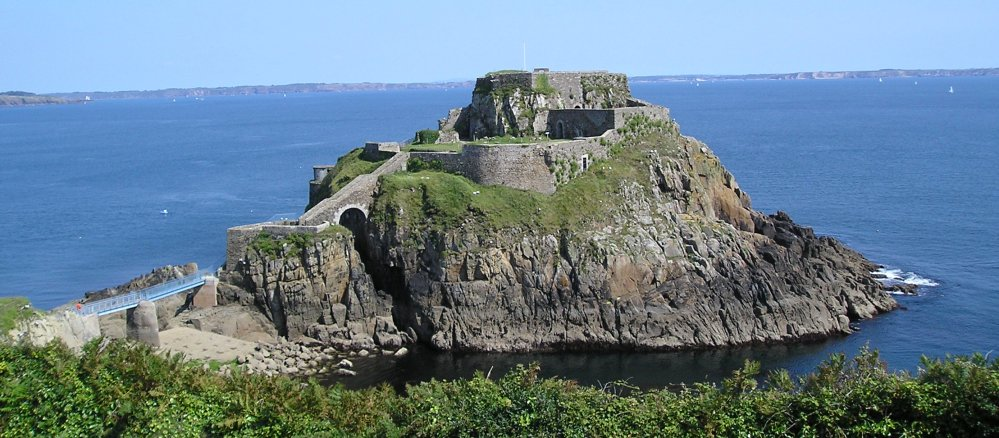
Das Fort Bertheaume

Das Fort Bertheaume (französisch Fort de Bertheaume) liegt auf einer Insel vor der bretonischen Küste auf der Gemarkung von Plougonvelin. Sie diente zur Verteidigung der Meerenge von Brest und wurde von 1694 bis 1944 militärisch genutzt.
Ein erstmals 1474 urkundlich erwähnter Vorgängerbau der heutigen kleinen Festung war wahrscheinlich 1558 zerstört worden.
Vauban ließ hier eine Geschützstellung errichten, um die Bucht von Brest zu schützen. Brest war zuvor unter Kardinal Richelieu zu einem Militärhafen ausgebaut worden. Die Geschützstellung spielte in der Schlacht von Camaret eine wichtige Rolle. Der heutige Bau, einschließlich eines 13 Meter unter der Erde gelegenen Pulverlagers, stammt aus der Mitte des 18. Jahrhunderts.
1835 wurde die erste Brücke gebaut; vorher war das Fort nur per Boot erreichbar. In den 1880er Jahren wurden Bunkeranlagen ergänzt. Im Zweiten Weltkrieg wurde der Bau als Teil des Atlantikwalls von deutschen Einheiten verwendet, die dort während der Schlacht um die Bretagne heftigen Widerstand leisteten.
Nach dem Krieg war die Insel wieder im Besitz des französischen Verteidigungsministeriums, wurde aber nicht mehr genutzt. 1990 wurde sie von der Gemeinde Plougonvelin erworben. Seither wurde die Geschichte des Forts durch archäologische Forschungen erschlossen, und es wurde für Besucher hergerichtet. Dabei musste die Fußgängerbrücke mehrere Male neu gebaut werden, da sie durch Stürme immer wieder zerstört wurde. Auf der Festlandseite befinden sich inzwischen eine Freilichtbühne, ein Klettergarten, ein in den 1990er Jahren installiertes Hinkelsteinensemble und Grillplätze.